# Большая Быковка (река, впадает в Камское водохранилище)
Большая Быковка или Быковка (в верховье — Мызья) — река, впадает в Камское водохранилище, протекает по территории Пермского района Пермского края в России. Длина реки — 12 км.

## Описание
Большая Быковка начинается в лесу восточнее урочища Белая Гора, от слияния верховий на высоте 191 м над уровнем моря. Генеральным направлением течения реки является юг. Около посёлка Быковка впадает в Сылвинский залив Камского водохранилища на высоте 109 м над уровнем моря.

## Данные водного реестра
По данным государственного водного реестра России относится к Камскому бассейновому округу, водохозяйственный участок реки — Кама от города Березники до Камского гидроузла, без реки Косьва (от истока до Широковского гидроузла), Чусовая и Сылва, речной подбассейн реки — бассейны притоков Камы до впадения Белой. Речной бассейн реки — Кама.
Код объекта в государственном водном реестре — 10010100912111100013926.